# Böse Bauten
Böse Bauten ist eine von 2013 bis 2020 beim ZDF erstmals ausgestrahlte Dokumentarfilmreihe über die NS-Architektur. Die Regie führte Kathrin Beck. Die Redaktion lag bei Werner von Bergen.

## Inhalt
Inhaltlich geht es zumeist um nationalsozialistische Protz- und Prestigebauten wie z. B. die Villa Sauckel, das Gauforum Weimar oder den Berghof (Obersalzberg). Auch pseudoreligiöse Orte wie die NS-Ordensburg Vogelsang, das Konzentrationslager das KZ Buchenwald oder auch Kriegsarchitektur wie die des Westwalls, die den Größenwahn der Nationalsozialisten zum Ausdruck bringen, sind enthalten. Wie in der Reihe stellenweise auch ersichtlich ist, sind diese Bauten, wie das Alte Funkhaus in Weimar, oft nicht mehr als NS-Bauten bekannt. Dabei wird die Frage aufgeworfen, wie mit diesem Erbe umgegangen werden soll. 
Die ZDF-Reihe „Böse Bauten“ über unbequeme, verstörende Baudenkmale aus der Zeit des Nationalsozialismus wurde im Jahr 2018 mit dem Journalistenpreis des Deutschen Preises für Denkmalschutz ausgezeichnet, der auf diesem Gebiet höchsten Auszeichnung in der Bundesrepublik Deutschland.
Die Folgen dieser Reihe sind in die ZDF-Mediathek eingebunden und aufrufbar.

## Episoden
Die Dokumentarfilmreihe Böse Bauten Hitlers Architektur besteht aus folgenden Teilen:
- Teil I: Hitlers Architektur – Eine Spurensuche in Berlin (2013)
- Teil II: Hitlers Architektur – Spurensuche in München und Nürnberg (2015)
- Teil III: Hitlers Architektur – Im Schatten der Alpen (2016)
- Teil IV: Hitlers Architektur – Spuren vom Westwall bis zur Autobahn (2017)
- Teil V: Hitlers Architektur an Nord- und Ostsee (2018)
- Teil VI: Hitlers Architektur – Von Weimar bis zum Krieg (2019)[2]
- Teil VII: Böse Bauten – Hitlers Architektur Ein Rückblick (2020)[1]